# موارد بحرية

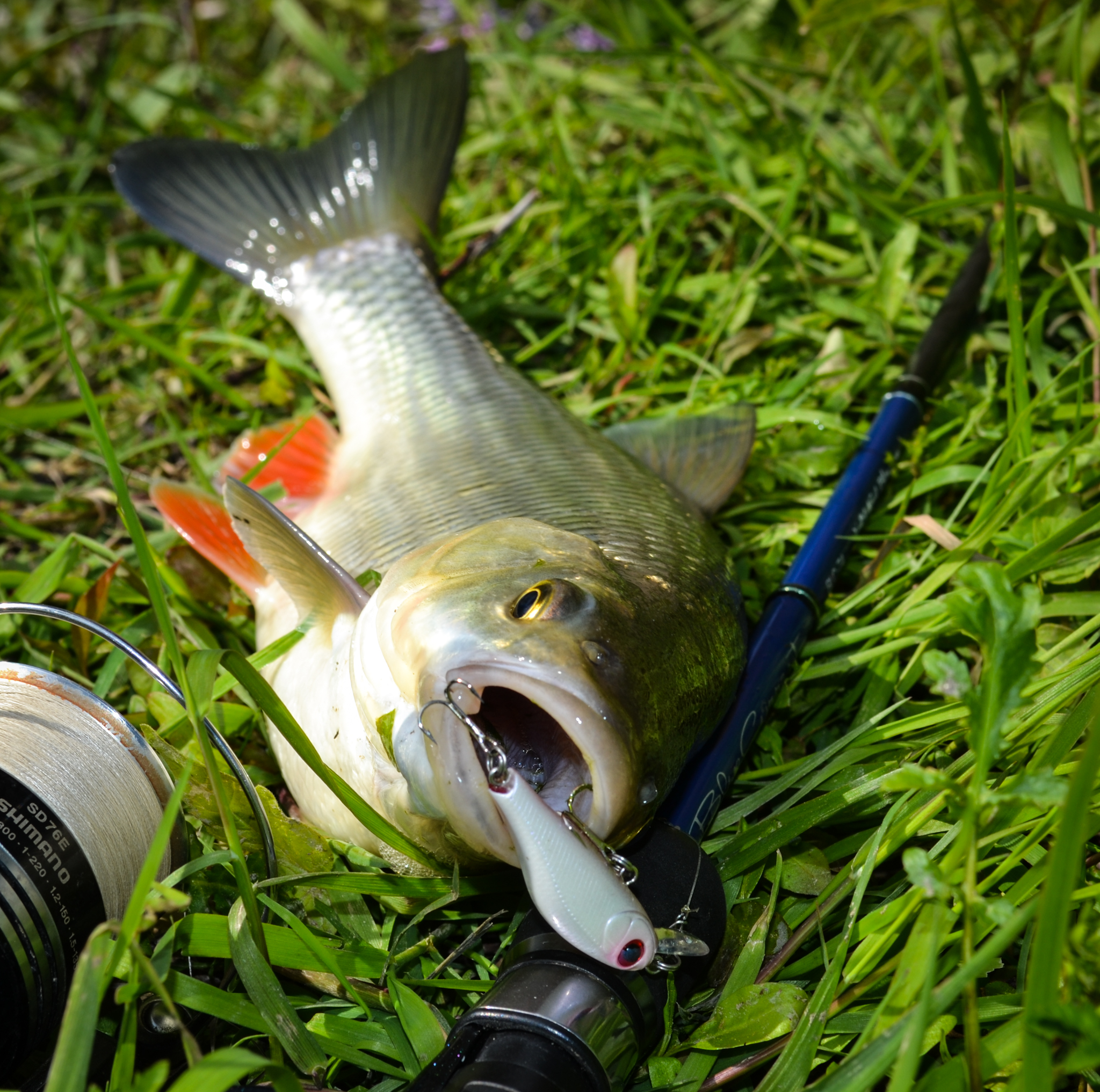
السمك: أحد أهم الثروات البحرية

الموارد البحرية هي جميع الثروات البحرية، وتكون إما بيولوجية (أسماك، طحالب، حيوانات بحرية، عوالق. ..) أو طاقية (بترول، غاز طبيعي، فحم حجري،) أو معادن مختلفة....

## المشاكل التي تعاني منها الثروات البحرية
تعاني الثروات البحرية في العالم من عدة عوائق أبرزها :
- إستغلال جد مفرط للثروات السمكية بفعل الصيد البحري
- إلحاق أضرار جسيمة في وسط البحري تحت تأثير عوامل متعددة كإستعمال آليات الصيد، وجمع الطحالب و القواقع البحرية، اقتلاع الرمال و طرح مختلف الملوثات الكيميائية في مياه البحر بشكل مباشر
- أخطار حوادث ناقلات النفط [1]